# Сельское поселение Бабаевское
Се́льское поселе́ние Бабаевское — муниципальное образование в Бабаевском районе Вологодской области Российской Федерации.
Административный центр — город Бабаево (в состав сельского поселения не входит).

## История
Законом Вологодской области от 28 апреля 2015 года были объединены сельские поселения Володинское, Дубровское и Сиучское в сельское поселение Бабаевское с административным центром в городе Бабаево.
2 мая 2020 года упразднены деревни Березовец и Выползово.

## Население
| 2016 | 2017  | 2018  | 2019 | 2020 | 2021 |
| ---- | ----- | ----- | ---- | ---- | ---- |
| 1093 | ↘1061 | ↘1039 | ↘972 | ↘965 | ↘916 |

## Состав сельского поселения
| №  | Населённый пункт | Тип населённого пункта  | Население |
| -- | ---------------- | ----------------------- | --------- |
| 1  | Великово         | деревня                 | 9         |
| 2  | Внина            | деревня                 | 3         |
| 3  | Володино         | деревня                 | 419       |
| 4  | Дубровка         | деревня                 | 118       |
| 5  | Дудино           | деревня                 | 18        |
| 6  | Заборье          | деревня                 | 0         |
| 7  | Загривье         | деревня                 | 37        |
| 8  | Заполье          | деревня                 | 116       |
| 9  | Званец           | деревня                 | 26        |
| 10 | Иевково          | деревня                 | 28        |
| 11 | Клавдино         | деревня                 | 5         |
| 12 | Костяй           | деревня                 | 9         |
| 13 | Лукьяново        | деревня                 | 10        |
| 14 | Ольховик         | деревня                 | 21        |
| 15 | Папино           | деревня                 | 25        |
| 16 | Переходно        | деревня                 | 3         |
| 17 | Петряево         | деревня                 | 15        |
| 18 | Селиверстово     | деревня                 | 5         |
| 19 | Сиуч             | деревня                 | 48        |
| 20 | Сиуч             | железнодорожная станция | ↘16       |
| 21 | Слудно           | деревня                 | 25        |
| 22 | Тимошкино        | посёлок                 | 120       |
| 23 | Чиково           | деревня                 | 11        |
| 24 | Щепье            | посёлок                 | 28        |
| 25 | Ясное            | посёлок                 | 38        |